# رابرت لی جون-فای
رابرت لی جون-فای (انگلیسی: Robert Lee Jun-fai; ۱۶ دسامبر ۱۹۴۸ – ) موسیقی‌دان، نوازنده و بازیگر اهل چین بود. وی بین سال‌های ۱۹۶۶ تا ۱۹۷۴ میلادی فعالیت می‌کرد.